# Zabara, Cetatea Albă
Zabara (în ucraineană Забари, transliterat: Zabarî, în germană Olgental) este un sat în raionul Cetatea Albă, regiunea Odesa, Ucraina, formată numai din satul de reședință. Satul a fost locuit de germanii basarabeni.

## Demografie
Componența lingvistică a comunei Zabara
     Ucraineană (95,85%)
     Română (2%)
     Rusă (1,54%)
     Alte limbi (0,46%)
Conform recensământului din 2001, majoritatea populației comunei Zabaa era vorbitoare de ucraineană (95,85%), existând în minoritate și vorbitori de română (2%) și rusă (1,54%).